# Оленцеро

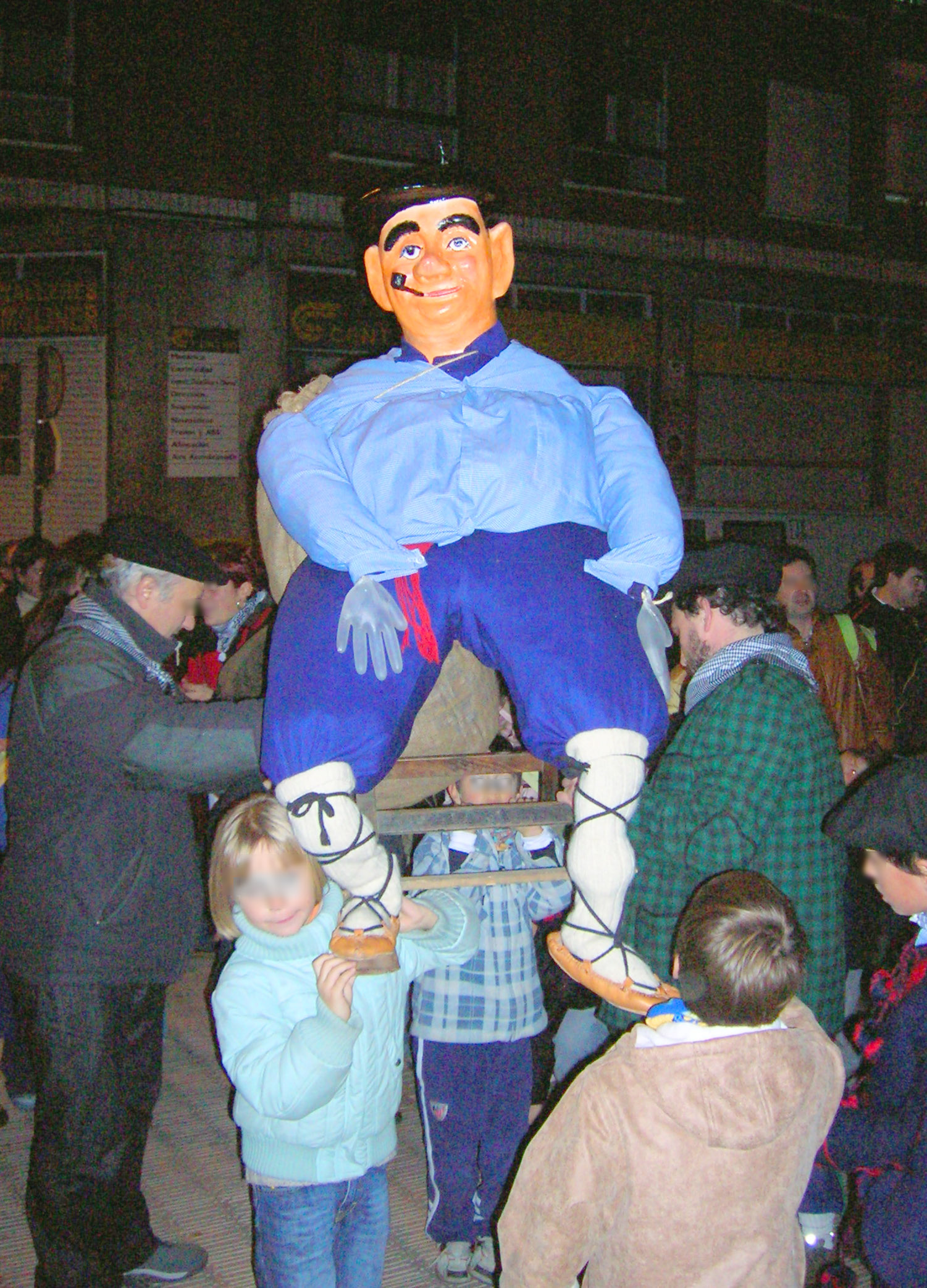
Фігуру Оленцеро несуть вулицями Баракалдо

Оленцеро (Баскська вимова: [olents̻eɾo], іноді Olentzaro або Olantzaro) — персонаж баскської різдвяної традиції. За баскськими традиціями, Оленцеро приїжджає в місто пізно ввечері 24 грудня, щоб принести подарунки дітям. У деяких місцях він прибуває пізніше, наприклад, в Очагавія — Отсагабія 27 числа і в Ермуа 31 числа.

## Ім'я
Ім'я Оленцеро зустрічається в ряді варіацій: Онензаро, Оненцаро, Ононзаро, Оренцаго та інші. У найдавніших записах ім'я вказано як Оненцаро, і ім'я, швидше за все, складається з двох елементів: «хороший» плюс закінчення родового відмінка множини та суфікс -zaro, який баскською мовою позначає сезон (порівняйте такі слова, як haurtzaro «дитинство»), тому буквально «час добрих». Це свідчить про походження, подібне до іспанського nochebuena, але походження Onentzaro, що відповідає старому святу зимового сонцестояння, є давнішим, ніж Різдво.
Інші теорії похідних існують, але не є загальновизнаними:
- з метатези Ноеля, теорії С. Альтубе;
- від злиття О Назарянина з християнської літургії, теорія Я. Горостияги;
- від oles-aro «сезон милостині», фонологічно неможливе похідне Хуліо Каро Бароха.

У деяких частинах Наварри це свято називають xubilaro або subilaro від subil, слова, що означає святкове поліно, плюс суфікс -zaro. У деяких частинах Нижньої Наварри використовується слово suklaro, скорочення від sekularo. Sekularo не має чіткої етимології, але, ймовірно, пов'язане з латинським saecularis.

## Легенда

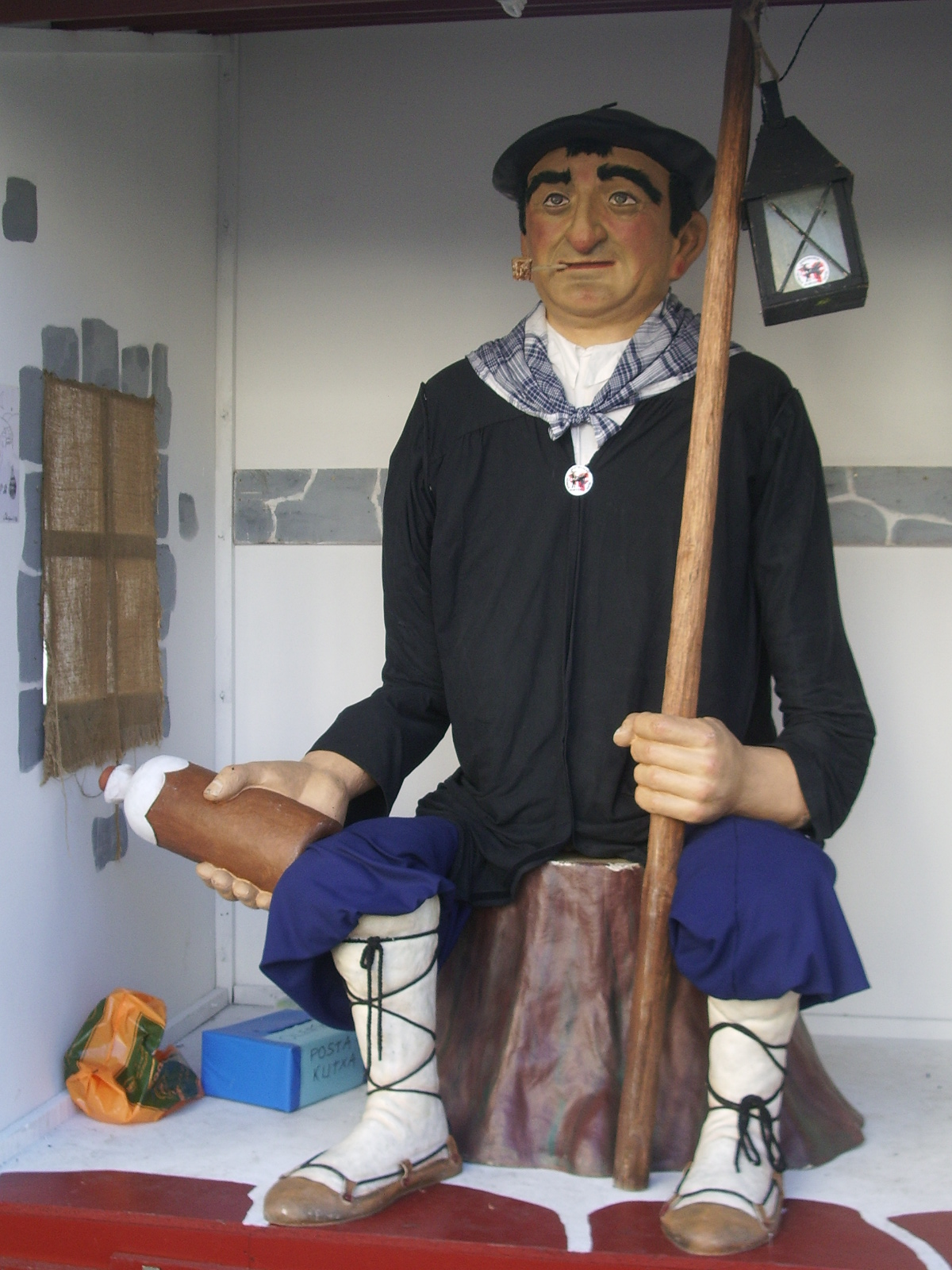
Опудало Оленцеро в Андаї

Існує багато варіацій традицій та історій Оленцеро, пов'язаних з ним, які іноді відрізняються від села до села. Перша письмова розповідь про Оленцеро походить від Лопе де Ісасті в XVII столітті: A la noche de Navidad (llamamos) onenzaro, la sazón de los buenos («На Святвечір (ми називаємо) онензаро, сезон добрих»).
За однією з поширених версій, Оленцеро був одним із представників роду джентілів, раси баскських велетнів, що живуть в Піренеях. Легенда свідчить, що одного разу вони побачили на небі сяючу хмару. Ніхто з них не міг дивитися на цю яскраву хмару, крім дуже старого, майже сліпого чоловіка. Коли його попросили дослідити, він підтвердив їхні страхи і сказав їм, що це знак того, що Ісус скоро народиться. За деякими історіями, старий попросив велетнів скинути його зі скелі, щоб уникнути християнізації. Виконавши його, велетні спіткнулися на шляху вниз і загинули самі, крім Оленцеро.
Інші версії говорять про те, що джентіллак просто пішов, і лише Оленцеро залишився, щоб прийняти християнство.
Частини легенди Оленцеро нагадують доісторичні культові ритуали, пов'язані з зимовим сонцестоянням, такі як залучення ритуальних «останніх страв» і жертв відродження.
Інші версії кондайри Оленцерорен, або «історії Оленцеро», оповідають, що як новонародженого він був покинутий у лісі, і його знайшла фея, яка дала йому ім'я Оленцеро, обдарувала його силою та добротою та передала йому до старшої бездітної пари, яка живе сама в лісі. Він перетворився на дужого чоловіка та вугляра, який також умів добре різати дерев'яні іграшки, які носив у великому мішку з вугіллям, щоб роздати дітям села. Кажуть, що одного дня він загинув, рятуючи дітей із палаючого будинку, і що коли він помер, фея, яка знайшла його, подарувала йому вічне життя, щоб він продовжував приносити радість дітям і людям.
Інші варіації легенди, звичаїв і персонажа включають:
- в Аресо дітям казали повертатися додому раніше. Тоді дорослий одягався Оленцеро і лякав серпом дітей, які все ще виходили на вулиці.
- в Ухарте-Аракіль його традиційно підвішували на мотузці до вікна, одягненого в солом'яну мантію, в Лекунберрі опудало прикріплювали до димаря.
- у Берастезі, якщо діти не хотіли лягати спати, кидали серп у димар і дітям казали, що Оленцеро прийде перерізати їм горло, якщо вони не ляжуть спати.
- у Дімі солом'яну ляльку в костюмі Оленцеро з серпом вивішували на церковній вежі після опівночної меси напередодні Різдва, і якщо діти поводилися погано, люди казали Onontzaro begi-gorri txaminira da etorri, austen baldin badegu barua, orrek lepoa kendu guri «Оленцеро з червоними очима прийшов до димаря, якщо ми порушимо піст, він переріже нам горло» — це стосується традиційного посту в тиждень перед Різдвом.
- у Ларрауні його називали Ононзаро, казали, що він мав три очі, і зазвичай зображувався як п'яниця, одягнений як опудало. Люди запитали б Ононзаро begi-gorri, non arrapatu duk arrai ori? (Оленцеро червоних очей, де ти спіймав цю рибу (тобто сп'яніння)?) і відповіддю буде Барт аррацеко амайкетан Зурріолако аррокетан (вчора об одинадцятій у скелях Зурріоли).

## Сучасні звичаї та походження

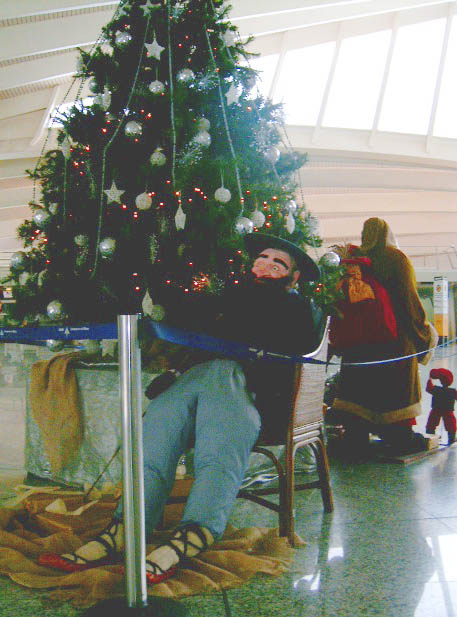
Оленцеро поруч з іншими різдвяними символами в аеропорту Більбао-Лойу

Близько 1952 року у франкістській Іспанії група Irrintzi Elkartea із Сарауца почала відроджувати традиції Оленцеро. Деякі з найбільш жахливих елементів було видалено, щоб зробити Оленцеро більш придатним для маленьких дітей і видалити елементи, які вважалися надто язичницькими. З 1956 року відроджені традиції Оленцеро почали поширюватися за межі тих частин Гіпускоа, звідки вони походять. Протягом 1970-х років він почав набувати нових атрибутів, таких як дарувальник подарунків у спробах знайти альтернативу іспанській традиції волхвів та французькій традиції Пер-Ноеля, підсумовуваній у слогані Erregeak, españolak «Три мудреці є іспанцями». Сьогодні Оленцеро відзначається по всій Країні Басків і співіснує з волхвами, Пер-Ноелем і Дідом Різдвом, деякі сім'ї вирішують святкувати один або декілька свят одночасно.
У сучасній версії Оленцеро зображується як милий персонаж, якому багато хто приписує надмірну вагу, величезний апетит і спрагу. Він зображений як баскський селянин у баскському береті, вбранні фермера, у традиційному взутті абаркета та курить люльку. Є у нього борода чи ні — це ще не усталена традиція. Іноді його обличчя забруднене деревним вугіллям, на знак його професії вугілля. Напередодні Різдва групи людей або дітей несуть вулицями опудала Оленцеро на стільці, співаючи колядки Оленцеро та збираючи їжу чи солодощі (не на відміну від американського випрошування солодощів), а також традиції, пов'язані зі святом Санта-Агеда в країні Басків, де практикується oles egitea «просіння милостині». Наприкінці подекуди заведено палити Оленцеро, наприклад у Лесаках.
Варіації все ще поширені, як регіональні, так і культурні, залежно від того, язичницькі чи християнські аспекти Оленцаро підкреслюються. Біля моря він зазвичай набуває більш морських атрибутів, усередині країни він залишається повністю сільським за своєю природою.

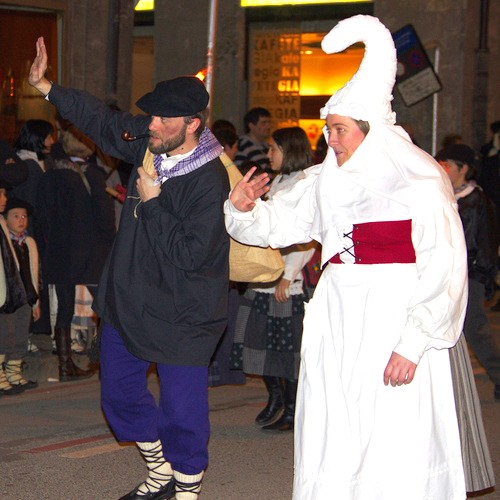
Оленцеро та Марі Домінгі в Толозі, 2012.

З 1994 року його починає супроводжувати Марі Домінгі, персонаж, який раніше згадувався в баскській різдвяній пісні. Марі Домінгі зображена як жінка в середньовічному баскському вбранні. Її додавання вносить гендерний паритет у принесення баскських різдвяних подарунків.

## Оленцерні пісні
Подібно до європейських різдвяних колядок є Olentzero kantak. Дві дуже поширених:

### Оленцеро
| Оленцеро Джоан Зайгу мендіра ланера, intentzioarekin ікац егітера. Aditu duenean Jesus jaio dela lasterka etorri da berri ematera. Гора ура гуре Оленцеро піпа горцетан дула eserita dago. Kapoiak ere ba'itu arraultzatxoekin біхар мірендацеко botila ardoakin. Оленцеро карбамід езін дугу асе осорик джан дізкігу hamar txerri gazte. Saiheski ta solomo horrenbeste heste Jesus jaio delako erruki zaitezte. Оленцерок дакарзкі ацегін та поза Джакін Бейту Мендіан Хесусен джайоца. Егун аргі хонетан алейту біхоца kanpo eta barruan кенду азкар хотца. | Оленцеро пішов в гори на роботу з наміром виготовлення деревного вугілля. Коли почув що Ісус народився він прибіг приносити новини Є, є наш Оленцеро з трубою між зубами поки він сидить. Є у нього і каплуни з маленькими яйцями, святкувати завтра з пляшкою вина. Наш Оленцеро ми не можемо його наситити він з'їв цілком десять поросят. Ребра і свиняча корейка стільки кишок бо Ісус народився мати Милосердя. Оленцеро приносить щастя і радості бо він почув на горі народження Ісуса. У цей світлий день серце, радій зовні і всередині швидко позбутися ознобу. |

### Оленцерова велика голова
Назва перекладається як «Велика голова Оленцеро». Арроба — стара міра, еквівалентна 25 фунтам. або трохи більше 11 кг.
| Оленцеро буру рука entendimentuz jantzia барт аррацеан едан омен ду hamar arroako zahagia. Ai urde tripahandia! Траларалала, траларалала. Ai urde tripahandia! Траларалала, траларалала. | Оленцеро велика голова одягнена у розуміння кажуть, що вчора ввечері випив бурдюк із десятьма арробами Ой пузата свиня! Траларалала, траларалала. Ой пузата свиня! Траларалала, траларалала. |